# Classe Kashin Mod
La classe Progetto 61MP di cacciatorpediniere lanciamissili multiruolo nella Marina Sovietica o Classe Kashin Modified è stata una sottoclasse di 6 unità della classe Kashin, di cui una di nuova costruzione e cinque dal riammodernamento di unità della Classe Kashin.
Altre cinque unità inizialmente in costruzione per l'Unione Sovietica, furono venduta prima del loro completamento all'India dove sono attualmente in servizio e costituiscono la Classe Rajput.
La sola unità di nuova costruzione fu lo Sderžannyj il cui scafo venne impostato il 10 marzo 1971. Nelle prime fasi della sua costruzione venne deciso di costruirlo come caccia multiruolo del tipo Project 61MP. Dei caccia riammodernati, il primo fu il cacciatorpediniere Ognevoyj nel 1971, ultimo lo Stroyny, ammodernato tra il 1980 e il 1981. Le modifiche riguardarono lo scafo, che venne allungato di circa 2 metri, l'armamento e l'elettronica di bordo con nuovi sistemi di comando e controllo.
Le modifiche all'armamento riguardarono l'installazione di 4 lanciamissili SSN-2 Styx verso poppa e 4 CIWS AK-630 con 2 radar di tiro Bass Tilt e la rimozione dei lanciarazzi RBU-1000 che inizialmente erano stati spostati a poppa. I missili SS-N-2 hanno notevolmente aumentato le capacità nel combattimento navale di superficie, mentre i CIWS ne hanno accresciuto le capacità di difesa antiaerea a corto raggio. Questi lavori hanno trasformato le unità ammodernate da grosse unità antisommergibili ad unità multiruolo. Le unità vennero equipaggiate con un più moderno sonar a scafo a cui venne aggiunto un sonar filabile e di una piattaforma per appontaggio elicotteri nella zona poppiera. Per il resto l'armamento era comune ai Kashin base, con 4 cannoni da 76 mm in 2 impianti binati, a prua e a poppa, 2 lanciarazzi a 12 canne RBU-6000 ed 2 lanciamissili SA-N-1 con i relativi radar di tiro.

## Servizio
Le unità vennero inquadrate in tre delle quattro principali Flotte della Marina Sovietica: quella del Mar Nero, quella del Nord e quella del Baltico, mentre nessuna venne assegnata a quella del Pacifico.
Vennero assegnati alla Flotta del Mar Nero:
- Smelyj (fino al 1982)
- Sderžannyj

Vennero assegnati alla Flotta del Nord:
- Ognevoj (dal 1971)
- Stroynyj
- Smyšlenyj

Vennero assegnati alla Flotta del Baltico:
- Slavnyj
- Ognevoj (fino al 1971)
- Smelyj (dal 1982 al 1987)

Il primo a cessare dal servizio fu il cacciatorpediniere Ognevoy, radiato il 25 aprile 1989 e venduto alla Turchia per la demolizione, mentre ultimo ad andare in disarmo fu lo Sderžanny, radiato nel 2001 e demolito a partire dal 2002. Le altre unità sono state dismesse nel corso degli anni novanta e demolite. Per lo Stroyny e lo Smyšlenyj la demolizione è avvenuta in India, mentre lo Smely, dopo essere stato ceduto alla Polonia nel 1988 prima a titolo di prestito e definitivamente alla Marina polacca tra il 1992 e il 1993 è rimasto in servizio fino al 2003 quando è stato collocato in riserva.

immagini dei Kashin Mod. in navigazione
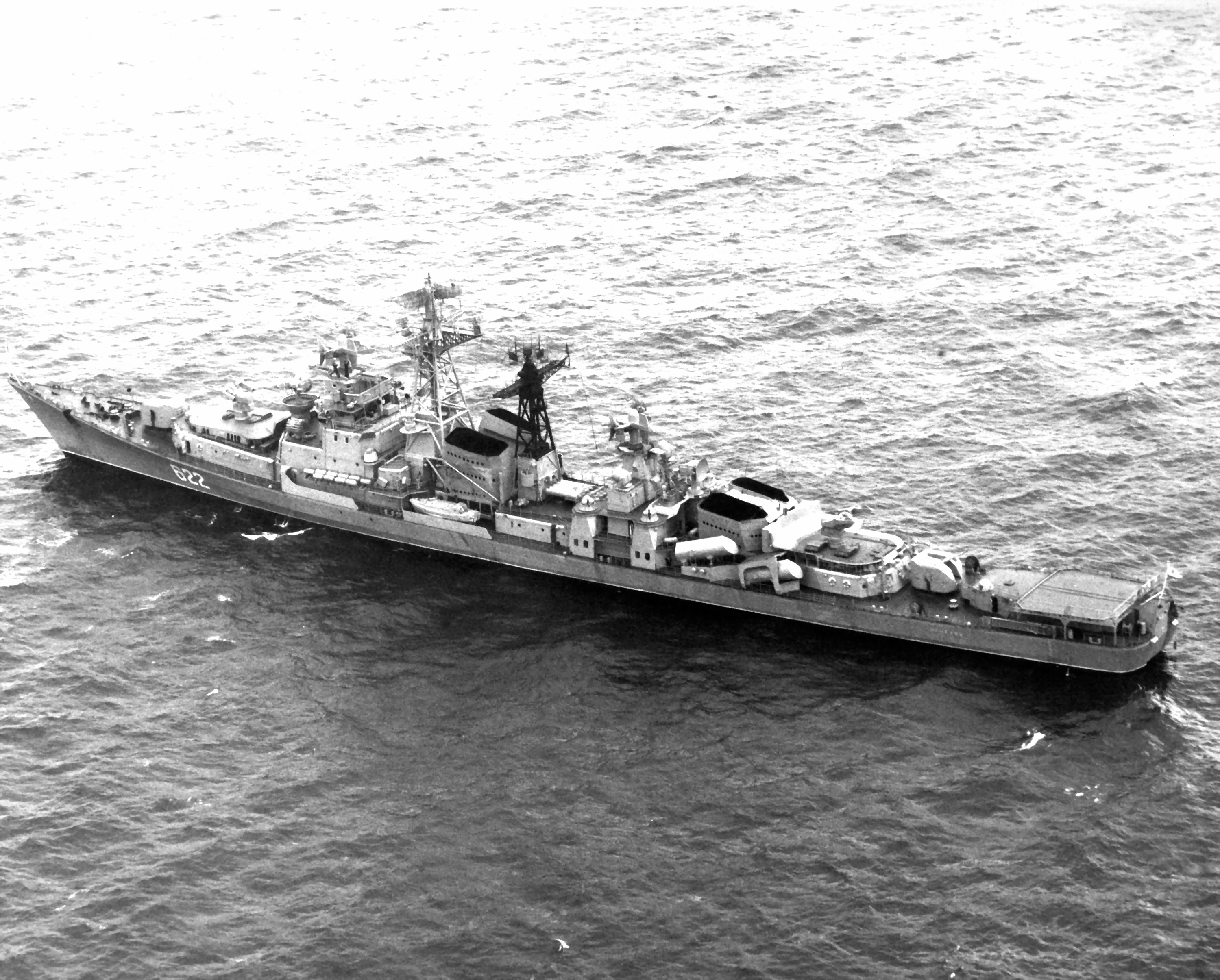
Il cacciatorpediniere Ognevoy in navigazione nel maggio 1986
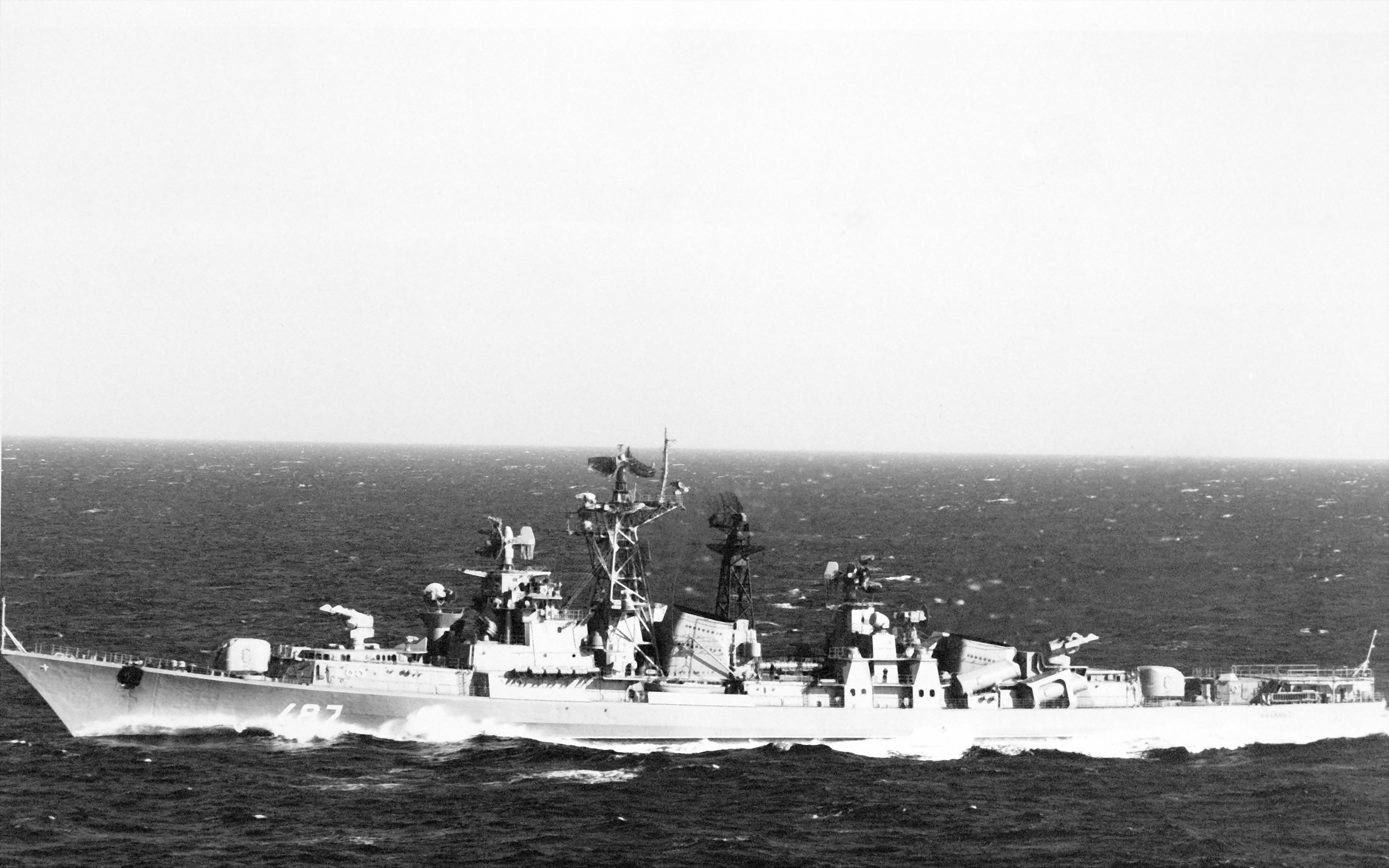
Il cacciatorpediniere Slavny in navigazione nel dicembre 1985

## Unità sovietiche/russe
| Voenno-morskoj flot - Voenno-morskoj flot | Voenno-morskoj flot - Voenno-morskoj flot | Voenno-morskoj flot - Voenno-morskoj flot | Voenno-morskoj flot - Voenno-morskoj flot | Voenno-morskoj flot - Voenno-morskoj flot | Voenno-morskoj flot - Voenno-morskoj flot | Voenno-morskoj flot - Voenno-morskoj flot |
| ----------------------------------------- | ----------------------------------------- | ----------------------------------------- | ----------------------------------------- | ----------------------------------------- | ----------------------------------------- | ----------------------------------------- |
| Nome                                      | Cantiere                                  | Impostazione                              | Varo                                      | Entrata in servizio                       | Modernizzazione                           | Radiazione                                |
| Sderžannyj (Сдержанный)                   | Mykolaïv                                  | 10. 03. 1971                              | 25. 02. 1972                              | 30. 12. 1973                              | -                                         | 2001                                      |
| Ognevoj (Огневой)                         | Leningrado                                | 09. 05. 1962                              | 31. 05. 1963                              | 31. 12. 1964                              | 1971                                      | 20. 04. 1989                              |
| Smelyj (Смелый) (dal 1988 ORP Warszawa)   | Mykolaïv                                  | 15. 11. 1966                              | 06. 02. 1968                              | 27. 12. 1969                              | 1972 - 1974                               | 09. 01. 1988 alla Polonia                 |
| Slavnyj (Славный)                         | Leningrado                                | 26. 07. 1964                              | 24. 04. 1965                              | 30. 09. 1966                              | 1973 - 1975                               | 24. 06. 1991                              |
| Smyšlenyj (Смышленый)                     | Mykolaïv                                  | 15. 08. 1965                              | 22. 10. 1966                              | 27. 09. 1968                              | 1975 - 1977                               | 22. 02. 1993                              |
| Strojnyj (Стройный)                       | Mykolaïv                                  | 20. 03. 1964                              | 28. 07. 1965                              | 15. 12. 1966                              | 1980 - 1981                               | 12. 04. 1990                              |

### Polonia
L'unità polacca era l'ex nave sovietica Smely, che dopo aver prestato servizio fino al 1982 nella Flotta del Mar Nero e tra il 1982 ed il 1987 nella Flotta del Baltico, è stata ceduta alla Polonia nel 1988 a titolo di prestito e ribattezzata ORP Warszawa, in onore della capitale della Polonia. L'unità, entrata in servizio nella Marina polacca il 9 gennaio 1988 andava a rimpiazzare un precedente cacciatorpediniere della classe Kotlin con lo stesso nome, andato in disarmo nel 1986. L'unità è stata ceduta definitivamente alla Polonia tra il 1992 e il 1993 prestando servizio fino al 5 dicembre 2003 quando è stata collocata in riserva ed è attualmente ancorata nel porto di Gdynia.
| Marynarka Wojenna      | Marynarka Wojenna | Marynarka Wojenna | Marynarka Wojenna | Marynarka Wojenna   | Marynarka Wojenna | Marynarka Wojenna |
| ---------------------- | ----------------- | ----------------- | ----------------- | ------------------- | ----------------- | ----------------- |
| Nome                   | Cantiere          | Impostazione      | Varo              | Entrata in servizio | Modernizzazione   | Radiazione        |
| Warszawa (ex "Smelyj") | Mykolaïv          | 15. 11. 1966      | 06. 02. 1968      | 09. 01. 1988        | proj. 61 MP       | 05. 12. 2003      |

## India
Le unità indiane erano state costruite nell'ambito del Project 61ME, una delle varianti del Project 61M e vendute dall'Unione Sovietica all'India mentre erano in costruzione e sono ancora oggi tutte in servizio nella Marina Indiana dove costituiscono la Classe Rajput. La differenza principale con le unità sovietiche consiste nella rimozione della torretta da 76mm poppiera per poter disporre di un ponte di volo per un elicottero antisommergibile e da esplorazione Ka-25. Per il resto l'armamento è quello dei  Kashin-Mod., con 1 impianto binato da 76 mm a prua, 4 CIWS da 30mm, 2 lanciamissili SA-N-1 per la difesa aerea a lungo raggio, 4 lanciamissili SS-N-2 del modello destinato all'esportazione (almeno inizialmente), 2 lanciarazzi ASW RBU-6000 e l'impianto lanciasiluri quintuplo. Questa sottoversione è la più equilibrata e efficace della serie dei Kashin. Altra differenza con i Kashin-Mod. è la collocazione dei missili SS-N-2 che nei Kashin-Mod. è a poppavia, mentre nei Rajput è a proravia. I missili SS-N-2 sono in via di sostituzione con missili da crociera supersonici BrahMos, costruiti da una Joint venture russo-indiana. BrahMos è acronimo di Brahmaputre-Moskva ed i Rajput saranno le prime unità indiane ad essere equipaggiate con questi missili di cui è in corso lo sviluppo di una versione VLS ed i cui lanciatori sono stati forniti al Ranvijay. In una delle ultime 2 unità o in entrambe le ultime 2 unità, 2 dei 4 sistemi CIWS sono stati sostituiti con missili israeliani Barak. Le prime 3 unità della Classe hanno la loro base operativa a Vizag, le ultime 2 unità a Bombay.

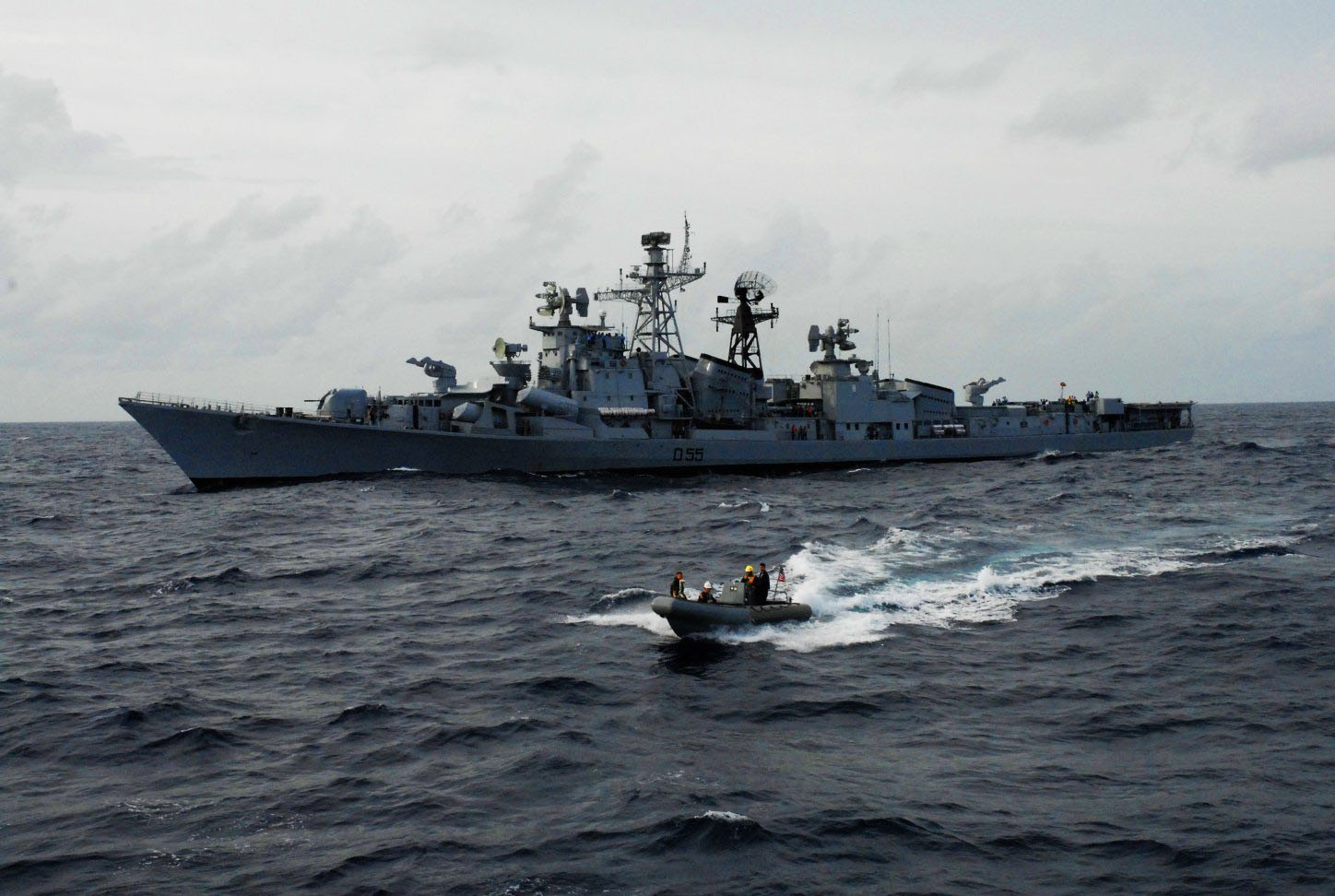
Il cacciatorpediniere "Ranvijay" durante un'esercitazione

Tutte le unità indiane sono state costruite nei cantieri di Mykolaïv.

### Classe Rajput
| Indian Navy                         | Indian Navy | Indian Navy  | Indian Navy  | Indian Navy         |
| ----------------------------------- | ----------- | ------------ | ------------ | ------------------- |
| Nome                                | Cantiere    | Impostazione | Varo         | Entrata in servizio |
| Rajput ex "Nadežnyj" (Надежный)     | Mykolaïv    | 11. 09. 1976 | 17. 09. 1977 | 04. 05. 1980        |
| Rana ex "Gubitel'nyj" (Губительный) | Mykolaïv    | 29. 11. 1976 | 27. 09. 1978 | 10. 02. 1982        |
| Ranjit ex "Lovkij" (Ловкий)         | Mykolaïv    | 29. 06. 1977 | 16. 06. 1979 | 24. 11. 1983        |
| Ranvir ex "Tvёrdyj" (Твёрдый)       | Mykolaïv    | 24. 10. 1981 | 12. 03. 1983 | 28. 10. 1986        |
| Ranvijay ex "Tolkovyj" (Толковый)   | Mykolaïv    | 19. 03. 1982 | 01. 02. 1986 | 15. 01. 1988        |